# فرودگاه تروهیو
فرودگاه تروهیو (به انگلیسی: Trujillo Airport) (به زبان بومی: Aeropuerto de Trujillo) یک فرودگاه نظامی و همگانی با کد یاتا TJI است که یک باند فرود آسفالت دارد و طول باند آن ۱۰۷۱ متر است. این فرودگاه در کشور هندوراس قرار دارد و در ارتفاع ۱ متری از سطح دریا واقع شده است.